# Sony Alpha 77 II
Die Sony α77 II (ILCA-77M2) ist eine SLT-Kamera (single-lens translucent) – eine Digitalkamera ähnlich einer DSLR-Kamera. Die Kamera ist das Nachfolgemodell der α77 und wurde am 1. Mai 2014 vorgestellt. Im Gegensatz zu anderen Spiegelreflexkameras besitzt die Kamera keinen herkömmlichen klappbaren Spiegel, sondern einen teildurchlässigen Spiegel und einen elektronischen Sucher. Das Modell wurde zum Ende des Jahres 2020 eingestellt.

## Änderungen
Zum Vorgängermodell gibt es folgende Änderungen:
- Es wird ein neu entwickelter Bildsensor mit gleicher Größe und Auflösung verbaut.
- Verwendung des Bildprozessors Bionz X.
- Der LC-Bildschirm hat neben Rot, Grün und Blau noch ein weißes Subpixel bei der gleichen effektiven Auflösung von 640 × 480 Pixel (1.228.000 Subpixel vs. 921.600 Subpixel).
- Autofokusmodul mit deutlich mehr Autofokuspunkten: 79 AF-Punkte, davon 15 Kreuzsensoren mit zentralem f/2,8 Sensor (Vorgänger α77: 19 AF-Punkte, davon 11 Kreuzsensoren). 4D Focus,[6] mehr AF-Modi, z. B. EyeAF und verbesserte GruppenAF.
- Die Kamera hat kein eingebautes GPS-Modul mehr.
- Eingebaute NFC- und WLAN-Module.
- Drei direkt anwählbare frei konfigurierbare Kameramodi (beim Vorgänger musste nach der Wahl des Modus "MR" noch per Joystick 1–3 ausgewählt werden).
- Neue Multi-Interface-Blitzschnittstelle (jetzt kompatibel mit ISO-Blitzen).[7]
- Der im Gehäuse verbaute Verwacklungsschutz greift nun nicht erst beim Fotografieren, sondern bereits sobald der Auslöser halb gedrückt wird. Hierdurch wird ein stabilisiertes Sucherbild erzeugt.[8]